# Longa (Tabuaço)
Longa ist eine Gemeinde (Freguesia) im portugiesischen Kreis Tabuaço. In ihr leben 209 Einwohner (Stand 19. April 2021).